# Abbey Lincoln
Anna Marie Wooldridge (Chicago, 6 de agosto de 1930 - Nueva York, 14 de agosto de 2010), conocida como Abbey Lincoln, fue una cantante y compositora estadounidense de jazz, además de actriz y escritora. Se trata de una de las más prestigiosas voces femeninas del jazz que abrió, además, nuevos caminos al canto jazzístico.
Fuertemente influenciada por Billie Holiday, Lincoln dramatizó sus interpretaciones al estar siempre muy pendiente del significado y sentimiento de las letras que cantaba. Su voz podía ser potente y grave, pero su entonación rompía frecuentemente con lo que sería una dicción y tono convencionalmente ortodoxos para adaptarse a lo que estaba cantando, fraseando con lentitud. Su forma de cantar se hallaba también muy ligada a la tradición de los predicadores negros estadounidenses.

## Biografía
Lincoln comenzó a cantar, dentro del género de las variedades, haciendo giras por Míchigan al final de su adolescencia. Posteriormente, en 1951 cantó en night-clubs de California y luego durante dos años en Hawái, con el nombre de «Gaby Lee». Regresó a Estados Unidos en 1954 donde trabajó en los clubs de Hollywood. Tras cambiar varias veces de nombre (Anna Marie, Gaby Lee, Gaby Woolridge...), en 1956, siguiendo los consejos de Bob Rusell, se queda con el de «Abbey Lincoln». 
Ese mismo año grabó con Benny Carter su primer disco e interpretó un tema en la película de 1957 The Girl Can't Help It. El primero de sus tres discos para Riverside (1957-59) la situó al lado del batería Max Roach, que terminaría por ser una de sus grandes influencias. A partir de esa época, Abbey empezó a ser exigente con las canciones que había de interpretar y a conferirles una intensidad emocional muy personal. Lincoln trabajó con músicos como Kenny Dorham, Sonny Rollins, Wynton Kelly, Curtis Fuller y Benny Golson. Se recuerda especialmente su colaboración con Roach en Freedom Now Suite. Su disco para Date, Straight Ahead (1961), contó entre sus músicos con Roach, Booker Little, Eric Dolphy y Coleman Hawkins; asimismo, colaboró con Roach en su disco para Impulse! Percussion Bitter Sweet.
Abbey Lincoln y Max Roach se casaron en 1962; el matrimonio duró hasta 1970. Se trasladó a Los Ángeles y siguieron trabajando juntos durante un tiempo, pero Lincoln (que tuvo problemas dentro del mundo del jazz debido a su inclinación por la música comprometida políticamente) decidió dedicar más tiempo al activismo y no grabó nada casi durante una década. En 1973 regresó y volvió a la escena del jazz con nuevas aportaciones. Empezó a dar clases de arte dramático en la California State University de Northridge y en 1975 tomó eventualmente el nombre de «Aminata Moseka».
Escribió poesía y teatro, y dirigió algunas producciones dramáticas. Al tiempo, siguió grabando música tanto en su país como en Europa.

## Trabajo como actriz

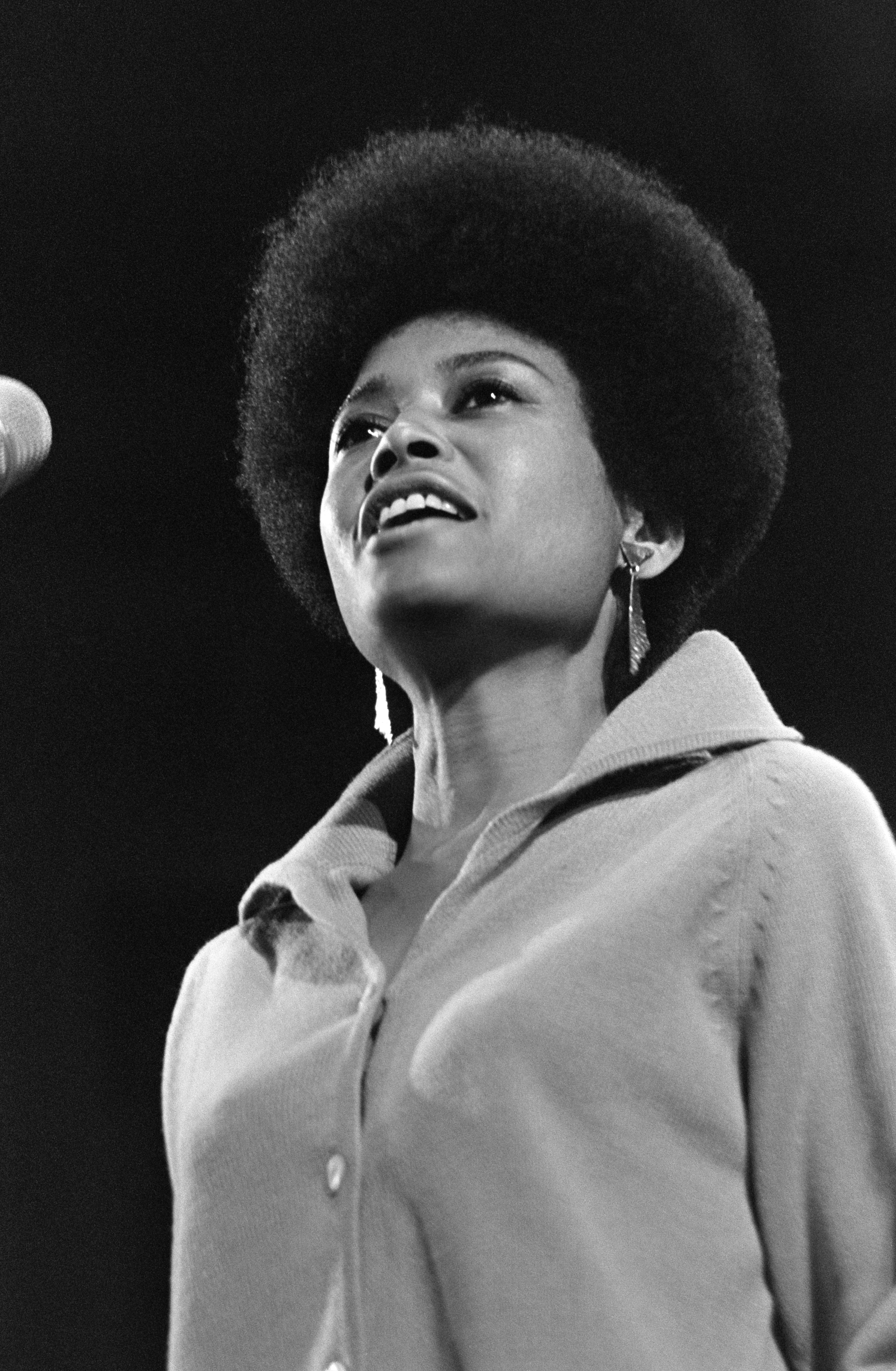
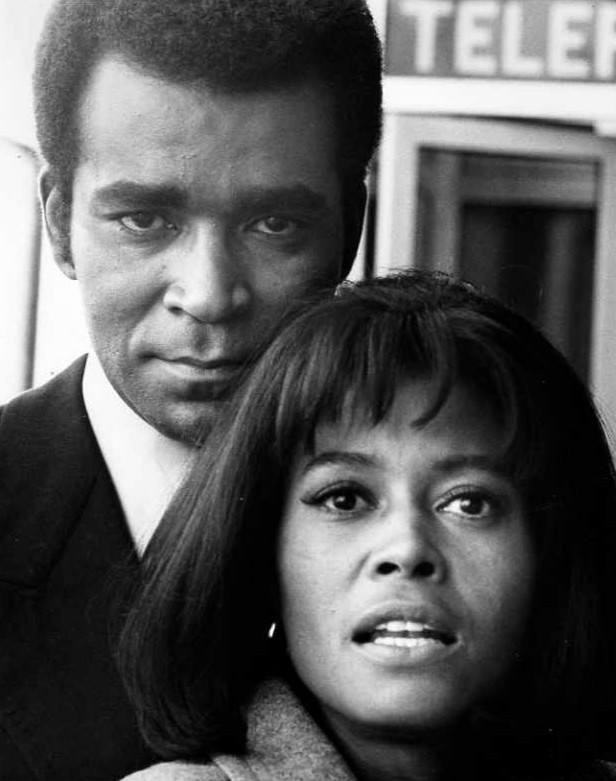

Con Ivan Dixon, protagoniza Nothing But a Man (1964), una película independiente escrita y dirigida por Michael Roemer. En 1968 protagoniza con Sidney Poitier y Beau Bridges la película For Love of Ivy, y recibe en 1969  una nominación al Globo de Oro por su papel en el film.
Sus apariciones en series de Televisión comienzan en 1968 con The Name of the Game. En marzo de 1969 para la cadena WGBH-TV de Boston aparece en la serie "On Being Black," como Alice Childress en Wine in the Wilderness.[9] Después aparece en Misión: Imposible (1971), Short Walk to Daylight (1972),[10] Marcus Welby, M.D. (1974), y All in the Family (1978).
En 1990 participa en la película de Spike Lee, Mo’ Better Blues, en la que Abbey Lincoln representa a la madre, Lillian.

## Discografía
Los discos destacados en negrita son considerados esenciales por la crítica
- 1956: Abbey Lincoln's Affair, A Story of a Girl in Love (Blue Note)
- 1957: That's Him	(Riverside/OJC)
- 1958: It's Magic (Riverside/OJC)
- 1959: Abbey Is Blue (Riverside/OJC)
- 1960: Freedom Now Suite (Candid)
- 1961: Straight Ahead (Barnaby)
- 1968: Sounds as a Roach (Lotus)
- 1973: People in Me (Polygram)
- 1980: Golden Lady (Inner City)
- 1983: Talking to the Sun	(Enja)
- 1987: Abbey Sings Billie (Enja)
- 1987: A Tribute to Billie Holiday (Enja)
- 1990: The World Is Falling Down (Verve)
- 1991: You Gotta Pay the Band (Verve)
- 1992: Devil's Got Your Tongue (Verve)
- 1992: When There is Love	(Verve)
- 1994: A Turtle's Dream (Verve)
- 1995: Painted Lady (ITM)
- 1996: Who Used to Dance (Verve)
- 1996: Painted Lady: In Paris [live] (EPM Musique)
- 1997: You & I (Jazzfest)
- 1999: Wholly Earth (Polygram)
- 2000: Over the Years (Verve)
- 2003: It's Me (Verve)
- 2006: Naturally (Newedition)
- 2007: Abbey Sings Abbey (Verve)

## Premios y distinciones
Festival Internacional de Cine de Venecia
| Año  | Categoría                        | Película          | Resultado |
| ---- | -------------------------------- | ----------------- | --------- |
| 1964 | Premio New Cinema - Mejor actriz | Nothing But a Man | Ganadora  |

## Fuente
- Philippe Carles, André Clergeat y Jean-Louis Comolli, Diccionario del jazz, Anaya y Mario Muchnik, Madrid, 1995.